# Cissus rubricaulis
Cissus rubricaulis là một loài thực vật hai lá mầm trong họ Nho. Loài này được Carrière miêu tả khoa học đầu tiên năm 1868.